# 업무 분리
업무 분리(Separation of duties, SoD)는 작업을 마치는 데 두 명 이상의 사람이 필요하다는 개념이다. 이는 사기, 방해 행위, 도난, 정보 오용 및 기타 보안 손상을 방지하기 위해 조직에서 사용하는 관리 제어이다. 정치 영역에서는 정부가 입법부, 행정부, 사법부라는 세 개의 독립적인 기관으로 분리되어 있는 민주주의에서 볼 수 있듯이 이를 권력 분립이라고 한다.

## 일반적인 설명
업무분리는 내부통제의 핵심 개념이다. 사기 및 오류에 대한 보호 강화는 필요한 비용/노력 증가와 균형을 이루어야 한다.
본질적으로 SoD는 개인의 활동에 대해 적절한 수준의 견제와 균형을 구현한다. IBM 시스템스 저널의 R. A. 보타 및 J. H. P. 엘로프는 SoD를 다음과 같이 설명한다.
보안 원칙으로서의 업무 분리는 사기 및 오류 방지를 주요 목표로 한다. 이 목표는 특정 비즈니스 프로세스에 대한 작업 및 관련 권한을 여러 사용자에게 전파함으로써 달성된다. 이 원칙은 수표에 두 개의 서명이 필요하다는 업무 분리의 전통적인 예에서 입증된다.
실제 직위와 조직 구조는 비즈니스의 규모와 성격에 따라 조직마다 크게 다를 수 있다. 따라서 순위나 계층 구조는 관련 개인의 기술 및 역량보다 덜 중요하다. SoD의 개념에 따르면 비즈니스에 중요한 업무는 승인, 보관, 기록 보관, 조정의 네 가지 기능으로 분류할 수 있다. 완벽한 시스템에서는 한 사람이 두 가지 이상의 기능을 처리해서는 안 된다.